# Hatzfeld (famiglia)

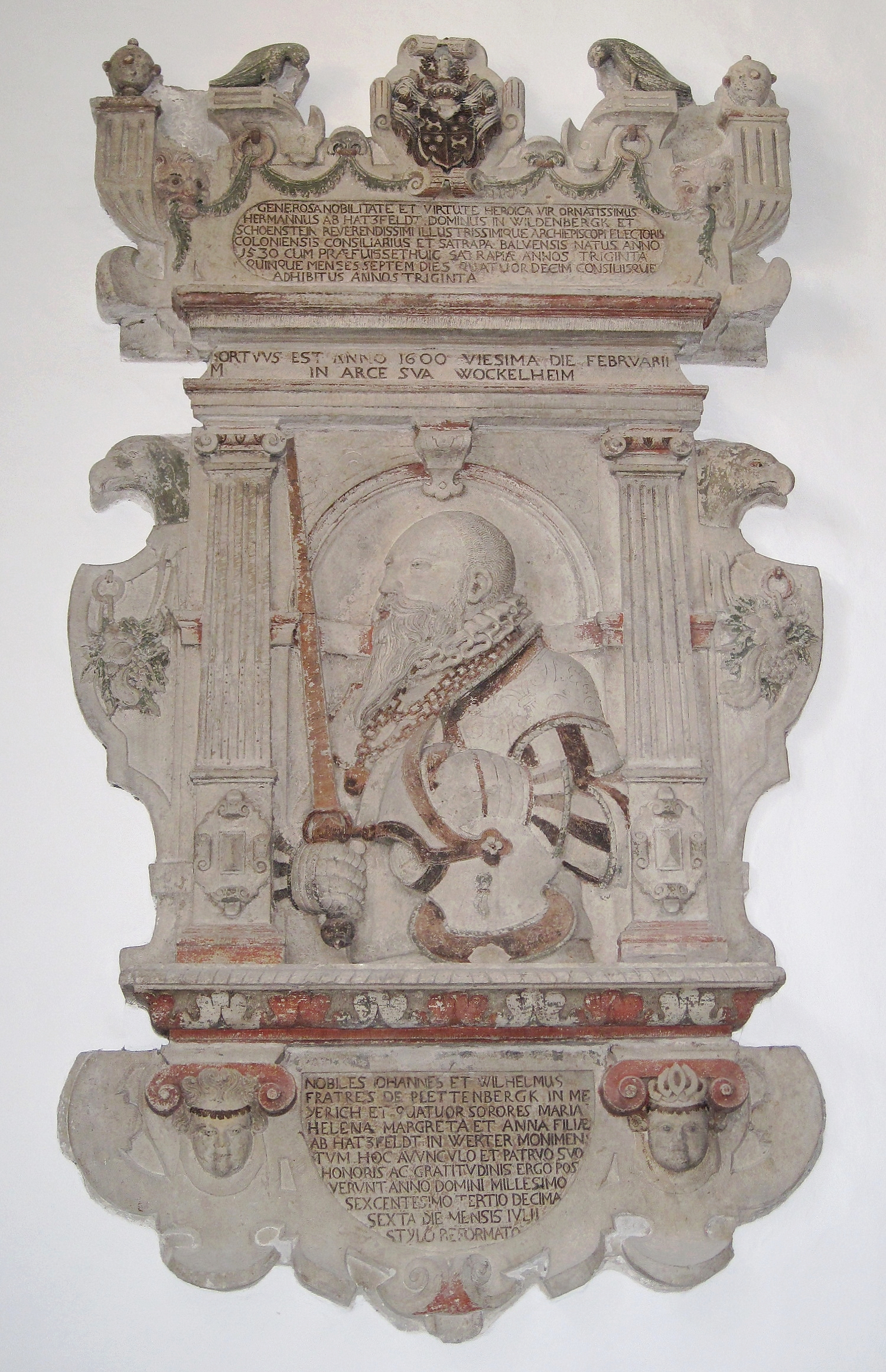
Epitaffio presente nella Chiesa di San Biagio a Balve, datato 1600

La famiglia von Hatzfeld, conti cattolici, ha origine dal castello di Hatswelt o Hatzfeldt sul fiume Eder a 28 km a nord-ovest di Marburgo in Assia, nei pressi del quale verrà fondata la città di Hatzfeld. Primo personaggio storico è Volpertus de Hepisveldt (1138). 
Ma la linea genealogica ha origine nel 1196 con Godefridus de Hathefuelt da cui si generano i rami di Crottorf, Weisweiler e Werther.
Il conte Melchior (1593-58) è generale imperiale nella guerra dei trent'anni e conquistatore di Varsavia. Una parte della famiglia acquisisce il titolo di conti Hatzfeldt auf Gleichen (1641) acquistando i diritti e parte dei feudi, per eredità, dei conti di Gleichen Tonna, mentre la contea sovrana di Gleichen è dal 1631 in condominio con i conti von Hohenlohe, l'elettore di Magonza e i conti con Schwarzburg e Trautenburg (poi ai Waldeck 1640 e ai Gotha 1677).
Il ramo degli Hatzfeldt Gleichen si divide nel 1673 nelle due linee principali di:
- Hatzfeldt Rosenburg Wildenburg: signori di Wildenburg sul Reno (1388), che ottengono il 27 maggio 5 1635, la dignità di conti dell'impero con Wilhelm Heinrich, coppiere del regno di Boemia con il titolo nobiliare di Hoch- und Wohlgeboren e di signori di Crottorf; estintasi nel 1722, i suoi beni sono divisi tra i Trachenberg (Rosenburg) e i Weissweiler (Wildenburg). Il feudo imperiale di Wildenburg (1489) è posto dal 1589 sotto il protettorato dell'elettore di Colonia.
- Hatzfeldt Trachenberg: linea cadetta non sovrana costituitasi nel 1635, che acquista il titolo di liberi signori poi duchi non sovrani di Trachenberg in Slesia (1648), acquistando grande potenza come conti prussiani; nel 1748, con Franz Philipp Adrian (1717 – 1779), principe prussiano di Trachenberg dal 1741, è elevata alla dignità di principi dell'impero (Furst von Hatzfeld zu Gleichen und Trachenberg, Freiherr zu Wildenburg, Herr zu Crottorf, Schoenstein, Kranichfeld, Blankenhaim, etc.).

Dal 1741 si ripartisce nei rami di Trachenberg, estintosi nel 1794 ed ereditato dai Werther Schoenstein (1794), e di Crottorf, poi ereditato dal 1794 ai Weissweiler Wildenburg;
Tra le altre linee esistenti vi sono quelle comitali di:
- Weissweiler: divenuti autonomi nel 1627, sono proprietari della omonima signoria immediata ma priva di voto alla dieta (esclusa dai Reichsstaende), poi baronia, di Wildenburg (acquistata per matrimonio nel 1418) in Wetterau (ad est del Ducato di Berg) e così rinominati nel 1681 conti von Hatzfeldt Wildenburg Weissweiler con Adolf Alexander (†1721), cui succedono Edmund Florenz Cornelius (†1757), Karl Eugen Innocenz (†1799) ed Edmund Gottfried Cornelius Hubert (-1874).

La linea principale si estingue nel 1794 con Friedrich Karl Franz Cajetan (1779 – 1794); ne sono eredi le linee superstiti di Werther Schoenstein von Trachenberg, con il principe Franz Ludwig (1756 – 1827), governatore prussiano e diplomatico, che è oggetto di un atto di generosità da parte di Napoleone (1806) che, vincitore a Jena, entrando a Berlino lo fa arrestare come spia, commutando la pena di morte in arresto, e l'altra linea di Waldenburg Weissweiler von Wildenburg.
- Werther: costituitasi nel 1680, quando nel 1681 si rinomina di Werther Schoenstein e diviene principesca nel 1803 e poi ducale (titolo per primogenitura di Duca di Trachenberg) nel 1900 con il principe Hermann (1848-1933), un politico importante che fu Oberpräsident (governatore) di Slesia dal 1894 al 1903.

La signoria di Werther in Westfalia è acquistata da Ermann (†1539) con il matrimonio con Anna Droste von Weghausen; il feudo di Schoenstein nel Westerwald, vassallo dell'elettore di Colonia, appartiene alla famiglia dal 1585 ed ha in comproprietà Kranichfeld, Blankenhaim (sotto il protettorato dell'elettore di Magonza), Baersdorf, Schloss Haldenbergstetten, Schloss Waldmannshofen, Gusswitz, le signorie di Blankenhayn e Nieder Cranichfeld, il villaggio di Wandersleben e la giurisdizione di Hochheim, in Franconia la signoria di Rosenberg, la città di Nieder Stetten e villaggio di Waldenhofen, parte della contea immediata di Gleichen in Turingia (1639), per la quale acquistano, come conti immediati, seggio e voto alla Dieta imperiale (1640) nel collegio dei conti di Wetterau.
Tra i personaggi più noti della famiglia vi sono: Melchior  (1593 – 1658), generale; Franz von Hatzfeld  (1596 – 1642), vescovo di Bamberga dal 1633, Carl Friedrich zu Gleichen (1718 – 1793), statista imperiale e austriaco, Franz Ludwig (1756 – 1827) generale austriaco.

## Conti sovrani
- Linea di Hatzfeldt Werther
  - Adrian -1595, signore di Werther
  - Melchior Friedrich 1681-1694
  - Wilhelm Friedrich 1694-1733, barone
  - Karl Ferdinand 1733-1766 x Maria Sophie von Bettendorff
  - Clemens August Johann 1766-1794
  - Franz Ludwig 1794-1827, principe (1803)

- Linea di Hatzfeldt Trachenberg
  - Heinrich 1673-1683, signore di Crottorf
  - Franz 1683-1738
  - Franz Philipp Adrian 1738-1779, principe
  - Franz Friedrich Cajetan 1779-1794

- Linea di Hatzfeldt Trachenberg in Crottorf
  - Carl Friedrich Anton 1779-1793

- Linea di Hatzfeldt Weissweiler
  - Adolf Alexander 1681-1721, conte
  - Edmund Florenz Cornelius 1721-1757
  - Karl Eugen Innocenz 1757-1785
  - Edmund Gottfried Wilhelm 1785-1806, principe
  - Edmund Gottfried Cornelius -1874